# 六大学
六大学（ろくだいがく）とは、ある同一あるいは類似の活動目的や背景を意図した特定の6校の大学群を表すことば。

## 歴史的経緯
本来は六大学そのものには二大学から五大学さらには七大学以上の同様例と比べても特別な意味を持たないものである。しかし、この六大学という語に単に6校の大学を表す以上に『特別な6校の大学』という意味を与えて、固有のカテゴリー名称として定着・普及・認知されるようになった要因には、日本国内での野球競技の普及していった経緯が大きく絡んでいる。
日本における野球競技は、その多くは、当事でも比較的エリート校と称されていた高等教育機関に属する学校（大学や専門学校）の学生が始めたのが最初で、当初はエリート校に通う学生のやるスポーツとして周囲の学校に普及していった。したがって教育分野における現場の風土・文化への影響も小さくなく、その教育現場への影響の議論も交えながら推移・定着していった。
学生が野球を行なう学校が増えるにしたがい、娯楽の少ない時代の下で、それらの学校に直接関係のない人々の興味心まで大きく巻き込んでいくことになったが、その大衆文化としての野球が全国へ浸透するのに大きく寄与したのが、中等学校野球大会（後の高校野球の甲子園大会）と共に、現在の東京六大学野球が6校揃う以前からの早慶戦に始まる加盟校間の野球競技対抗戦であり、東京六大学野球連盟が結成後は、中等学校野球大会で活躍した有力選手が憧れ集う大学野球リーグとして、さらに人気の高騰が顕著になっていった。このような競技面での人気向上に伴う東京六大学野球の知名度の高まりが、『東京六大学野球リーグに属する東京にある6校の大学』は東京六大学であり、さらにその省略形としての六大学が多用されるにしたがい、『六大学とは東京六大学』とまで言われるようになっていった。

## 類似用語
- 六大学 (曖昧さ回避)
- 六大学リーグ - 六大学野球
- 東京六大学
  - 東京六大学野球 - 東京六大学野球リーグ - 東京六大学野球連盟
  - 東京六大学リーグ
- 関西六大学
  - 関西六大学野球連盟 - 関西六大学野球連盟 (旧連盟)
  - 関西六大学リーグ
- 東京12大学 - 東京四大学